# Juan Bautista Pastene
Giovanni Battista Pastene (Pegli, Génova, 1507-Santiago, Capitanía general de Chile, c. 1580), citado en español como Juan Bautista Pastene, fue un navegante y explorador genovés al servicio de la Corona española. Fue uno de los primeros en recorrer las costas del océano Pacífico americano, bordeando el litoral de los actuales países de Panamá, Colombia, Ecuador, Perú y Chile. Fue lugarteniente de Pedro de Valdivia en la conquista del último de estos países. La ciudad de Capitán Pastene, en la región de la Araucanía, formada por inmigrantes italianos de comienzos del siglo XX, fue nombrada en su honor. 

## Biografía

### Genealogía
Sus padres fueron Tomás Pastene y de Esmeralda Solimana. Se casó con Ginebra de Seixas, con quien tuvo cinco hijos:
- Francisco Pastene Seixas, licenciado, matrimonio con Catalina Justiniano, hija de Vicencio Pascual y Jerónima Justiniano
- Ana María Pastene Seixas, matrimonio en Santiago con Diego Sánchez de Morales
- Tomás Pastene Seixas, matrimonio con Agustina Lantadilla Astudillo
- Pedro Pastene Seixas, matrimonio con María Aguirre Matienzo (antepasados de Sebastián Piñera)
- Juan Francisco Pastene Seixas, nace en Santiago,1549, sacerdote franciscano

### Carrera militar
Llegó a Honduras en 1526, viajando en su propio navío. Luego llegó a Perú en 1536 para servir a Francisco Pizarro. En 1544 ya era maestre y piloto de la nave Concepción.
Participó activamente en muchas exploraciones marítimas, lo que le valió ser designado por la Audiencia de Panamá como piloto mayor del Mar del Sur, nombre que se le daba al océano Pacífico en esa época.
El rey Carlos V ordenó, por medio de una real cédula, la exploración del sur de Chile. Esta tarea fue otorgada por el virrey del Perú a Juan Bautista Pantene, por lo que, en 1543, se le otorga el título del primer general de la Mar del Sur.

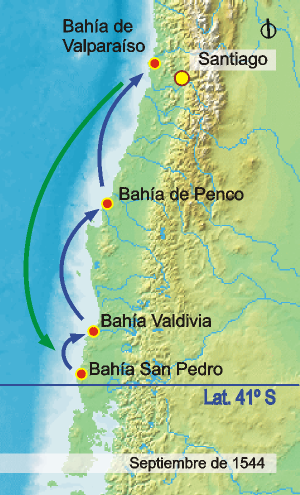
4-30 de septiembre de 1544: Expedición de Juan Bautista Pastene

En 1544 Pedro de Valdivia le encomienda la exploración de las costas del sur del país, ordenándole llegar hasta el estrecho de Magallanes en dos naves llamadas San Pedro y Santiaguillo. Aunque no concretó esa meta, si exploró gran parte de la costa, siendo el descubrimiento más importante la del río Ainilebo (hoy río Valdivia). Este queda dado el 22 de septiembre de aquel año; en donde su acompañante Gerónimo de Alderete hace la toma de posesión y nomina el río, desde los navíos. El acta la describe en los siguientes términos:

(...) venimos navegando costa a costa hasta un río grande llamado Ainilebo, a la boca del está un gran pueblo que se llama Ainil y está a la altura de treinta y nueve grados y dos tercios. Aquí pusimos nombre a este río, el río y puerto de Valdivia (...) de la isla que cerca de allí vimos, que se llama Guiguacabin (isla de Mancera), a la boca de un río grande llamado Collecu (río Tornagaleones), donde tiene su casa y guaca, que es su adoratorio, el cacique y gran señor llamado Leochongo y del dicho cacique e indios de aquella provincia.
 Gerónimo de Alderete

Tras capturar a algunos indios que se habían acercado por curiosidad, regresaron al barco y continuaron su expedición. Aunque no logró su objetivo de alcanzar el estrecho de Magallanes, Pastene y sus compañeros descubrieron las bahías de las actuales ciudades de Valdivia y Concepción, así como varias desembocaduras de ríos, como la del río Bío Bío, y la isla de Mocha. El 30 de septiembre de 1544 la expedición finalizó en Valparaíso.
El 4 de septiembre de 1545 Valdivia envió a Bautista a Perú en busca de auxilios, regresando en 1547.
En una de las tantas cartas que Valdivia envió al rey de España, el conquistador habla sobre Bautista:

Por el poder que de su Majestad para ello tengo, me conviene de nuevo nombrar por mi Lugar Teniente de Gobernador y de Capitán General a una persona de prudencia, experiencia y autoridad y por que vos, el Capitán Joan Bautista de Pastene, Genovés, a muchos años que servís a su Majestad
Pedro de Valdivia, en una carta al Rey de España 

### Encomendero
El centro étnico de los Picones más eminente parece haber radicado en el pago de Pico, situado en las cercanías de Melipilla. Precisamente, setenta indígenas picones fueron encomendados al obispo Rodrigo González Marmolejo, por Valdivia. Tuvo más tarde el disfrute de la encomienda, Antonio González Montero, sobrino del eclesiástico. En el siglo XVIII, existía en las cercanías de Pomaire, el pueblo de Pico, ubicado en la hacienda del mismo nombre, a unos 8 km al noroeste de Melipilla (33°37′31.28″S 71°16′16.19″O / -33.6253556, -71.2711639).
Probablemente, Pico fue una cabecera de relieve, desde que un cacique con ese nombre aparecía entre las «cabezas» excelsas del reino, en tiempos de Valdivia.
En otro orden, el mismo conquistador donó a Juan Bautista Pastene una encomienda, en 1550, en la que se incluyeron

Los caciques llamados Antequilica e Chumavo o Catalogna con todos sus indios... que tienen su tierra en la provincia de los picones e valle llamado de Poangui... con más las tierras e asiento que tienen los dichos caciques cerca del río Maipo, llamado Pico, para sembrar los años que son de sequía que por no tener agua el valle dicho de Poangue van allí a sembrar e lo tienen por suyo de tiempos pasados.
CDIHCh, la., XVIII: 445.

## Cargos
Entre los cargos que desempeñó se encuentran:
- Encomendero de Tagua Tagua en 1546.
- Alcalde de Santiago en 1564.
- Regidor de Santiago durante 1548, 1551, 1553, 1557 y 1568.